# Азат (Зерендинский район)
Азат (каз. Азат) — село в Зерендинском районе Акмолинской области Казахстана. Входит в состав Кусепского сельского округа. Код КАТО — 115647300.

## География
Село расположено на северо-востоке района, в 76 км на северо-восток от центра района села Зеренда, в 3 км на юго-запад от центра сельского округа села Оркен.
Близ села проходит Трансказахстанская железнодорожная магистраль. Имеется одноимённая станция.

### Улицы[2]
- ул. Железнодорожная,
- ул. им. Азамата Сабирова,
- ул. Привокзальная,
- ул. Степная,
- ул. Центральная,
- ул. Школьная,
- ул. Элеваторная.

### Ближайшие населённые пункты
- село Оркен в 3 км на северо-востоке,
- посёлок Алексеевка в 5 км на юге,
- село Обуховка в 15 км на северо-западе.

## Население
В 1989 году население села составляло 731 человек (из них русских 29%, казахов 28%, немцев 24%).
В 1999 году население села составляло 652 человека (333 мужчины и 319 женщин). По данным переписи 2009 года, в селе проживало 537 человек (282 мужчины и 255 женщин).
| Численность населения | Численность населения | Численность населения |
| 1989                  | 1999                  | 2009                  |
| --------------------- | --------------------- | --------------------- |
| 731                   | ↘652                  | ↘537                  |